# Gruppo operativo-tattico "Cherson"
Il Gruppo operativo-tattico "Cherson" (in ucraino Оперативно-тактичне угруповання «Херсон»?, Operatyvno-taktyčne uhrupovannja «Cherson», OTU "Cherson"), è una formazione delle Forze terrestri ucraine, costituita durante l'invasione russa dell'Ucraina del 2022 e facente parte del Gruppo operativo-strategico "Tavrija", responsabile del fronte del fiume Dnepr.

## Storia
In seguito allo scoppio dell'invasione su vasta scala dell'Ucraina da parte della Russia l'esercito ucraino ha subito una rapida e importante espansione, costituendo 4 cosiddetti "gruppi operativi-strategici" per supervisionare le operazioni di combattimento, i quali a loro volta comprendono diversi gruppi tattici creati ad hoc per settori particolari del fronte. Il Gruppo "Cherson" gestisce le unità impiegate sulla linea del fronte che corre lungo il fiume Dnepr.
Nel novembre 2022 ha condotto la fase cultinante della controffensiva nell'Ucraina meridionale, che ha portato alla liberazione della sponda sinistra del Dnepr e della città di Cherson. A partire dall'11 novembre il fronte si è quindi congelato lungo il fiume e i combattimenti si sono limitati a scambi di artiglieria e incursioni ucraine sulla sponda meridionale.

## Comandanti
- Brigadier generale Mychajlo Drapatyj (novembre 2022 - gennaio 2024)[4]
- Colonnello Viktor Solimčuk (gennaio 2024 - settembre 2024)[5]